# 池国祥
池国祥（Guoxiang Chi）教授毕业于福州大学地质系，中国科学院长沙大地构造研究所、加拿大魁北克大学（University of Quebec）。曾在魁北克大学及加拿大地质调查局做博士后。历任加拿大魁北克大学自然资源研究所副研究员、加拿大地质调查局研究员、加拿大里贾纳大学（University of Regina）地质系副教授、教授、系主任，现为加拿大里贾纳大学终身教授，主要从事矿床学及地质流体方面的研究。

## 人物生平
1983年毕业于福州大学地质系，同年考入中国科学院长沙大地构造研究所，师从陈国达院士和吴延之教授，研究方向为成矿构造学。
1988 – 1992年在加拿大魁北克大学攻读博士学位，师从GUHA教授和卢焕章教授，从事与花岗岩有关的锡多金属矿床的地球化学、流体包裹体及流体动力学研究。
1992 – 1995年在魁北克大学及加拿大地质调查局做博士后，主要从事造山型金矿、密西西比河谷型铅锌矿的流体包裹体及流体动力学研究。
1995年起，历任加拿大魁北克大学自然资源研究所副研究员、加拿大地质调查局研究员、加拿大里贾纳大学（University of Regina）地质系副教授、教授、系主任，现为加拿大里贾纳大学终身教授。 

## 研究方向及主要技术优势
· 主要研究领域是流体地质学及其在自然资源方面的应用，包括矿产、油气和地下水。
· 主要研究方向为矿床学、流体地球化学和成矿流体动力学。
· 主要技术专长是流体包裹体分析和地质流体动力学数值模拟；为国际上少数几个既精通包裹体研究又懂数值模拟的专家。
· 矿床领域研究经验丰富且研究兴趣广泛；研究过的矿种有：斑岩型及矽卡岩型Cu-Pb-Zn矿、与花岗岩有关的锡多金属矿、与花岗岩有关的Au矿、浅成低温热液型 Cu-Au矿、造山型金矿、VMS型Cu-Au矿、密西西比河谷型铅锌矿、砂岩型铅锌矿、砂岩型铀矿、不整合面型铀矿 。
· 多学科、多领域的研究经历：在地球科学领域，涉略多个分支，包括大地构造、构造地质、矿床地质、油气地质、地球化学、水文地质等；除地球科学外，拥有计算机编程技能和经验，持有加拿大Certificate of Computer Science（Université Laval） 。

## 学术任职及地位
池国祥教授，现为加拿大里贾纳大学终身教授，主要从事矿床学及地质流体方面的研究，兼任《Bulletin of Canadian Petroleum Geology》及《Acta Geologica Sinica (English Edition)》副主编，及《Journal of Earth Science》等期刊编委，International Association on the Genesis of Ore Deposits (IAGOD) – Commission on Tectonics of Ore Deposits (CTOD) 副主席。是Society of Economic Geologists (SEG)、Geological Association of Canada (GAC)、Canadian Society of Petroleum Geologists (CSPG)、Geochemical Society (GS)、Society for Geology Applied to Mineral Deposits (SGA)、Saskatchewan Geological Society (SGS)、International Association on Genesis of Ore Deposits (IAGOD)、Association of Professional Engineers and Geoscientists of Saskatchewan (APEGS)等多个国际学术社团的成员并有任职。其他社会兼职：IPACES终生会员、国家自然科学基金委海外评审专家、中国地质调查局海外地质勘查基金评审专家等。

## 主要研究成果
· 建立了完整的成矿流体动力学方法体系，包括野外观察、室内分析及数值模拟，有别于以往单一强调数值模拟的传统方法。
· 将流体包裹体研究和数值模拟相结合，对金属矿床的成矿流体动力学体系提出了多个创新见解：如锡矿床的成矿定位与岩浆侵位深度、流体压力体系的关系、构造活化盆地中砂岩型铅锌矿床成矿与流体超压的关系、构造稳定盆地中砂岩型铀矿床成矿与地势驱动及超压驱动的流体系统的关系、构造片理控制产出的造山型金矿床的成矿与流体超压及构造应力的关系、不整合面型铀矿床与构造活动及流体对流的关系、与古油气藏有关的铅锌矿床成矿过程的流体动力学条件等。
· 编制了用于模拟沉积盆地温度-压力变化的BsnMod软件，并应用于多个盆地的成矿和油气运移过程研究；对盆地中油气运移的流体动力学条件提出了创见。
· 提出和发展了流体包裹体研究领域的多个新概念、方法：如流体包裹体组合的概念、使用条件和方法、流体包裹体对流体动力学研究的意义、适用于H2O-NaCl-CaCl2体系的包裹体成分计算的软件、应用激光拉曼光谱技术分析流体包裹体溶质组分的方法。
· 指出了广泛流行的Na/Cl-Br/Cl图解并不能直接的用于区别蒸发卤水和盐溶卤水；提出了盆地卤水多为二者之混合的创见。
· 通过一系列研究创新性提出了不整合面型铀矿床具有浅成热液矿床的成矿属性，修正了国际上流行40多年的不整合面型铀矿床深成热液成矿模式。
· 截止2017年9月已发表学术论文200余篇，承载的代表性刊物有：Economic Geology (11), Mineralium Deposita (6), Ore Geology Reviews (17), Geochimica et Cosmochimica Acta (1), Terra Nova (1), Chemical Geology (1), Geofluids (4), Journal of Geochemical Exploration (8), Applied Geochemistry (1)。
1. 1 2 3  chi-guoxiang. .   [2017-10-05]. （原始内容存档于2017-10-06）.
2. ↑  linkedin. .
3. ↑  中国科学院. .   [2017-10-05]. （原始内容存档于2017-10-06）.
4. ↑  中山大学. . 池国祥.   [2017-10-05]. （原始内容存档于2017-10-06）.